# Seznam písní Ivana Krajíčka
Toto je seznam písní Ivana Krajíčka.

## B
- Bobria pieseň – (h:/t:)

## C
- Cesta do neba – (Peter Smékal / Milan Lasica a Tomáš Janovic)
- Cesta do neba – Ivan Krajíček a Zora Kolínska (Peter Smékal / Milan Lasica a Tomáš Janovic)

## Č
- Čarovná flauta – (Peter Smékal / Milan Lasica a Tomáš Janovic)
- Čiernu bradu mám – (h:/t:)
- Čučoriedky – (Pavol Zelenay / Katarína Hudecová)

## H
- Halabala – (Vladimír Machek / Tibor Grünner)
- Hlas violy D'Amour – (Tomáš Siedman / Boris Droppa)
- Hučí voda, hučí – (Ján Melkovič / Boris Droppa)

## J
- Júlia – (Miroslav Dobrovolný / Miroslav Brož)
- Jeseň – (1966)

## K
- Kazačok – (M. Blanter / Ivan Úradníček)

## M
- Mama – (Charles Aznavour / Boris Droppa)
- Marika – (Vladimír Machek / Ivan Krajíček)
- Moja gitara – (Pavol Zelenay / Ivan Krajíček)

## N
- Natali – (h:/t:)
- Nebezpečná slečna – (Ján Melkovič / Ivan Úradníček a Milan Slobodník)
- Nočná ruža (Something Stupid) – Zora Kolínska a Ivan Krajíček – (C. Carson Parks / Milan Lasica)

## O
- Oči čierne – (ruská ľudová / Ivan Úradníček a Milan Slobodník)
- O štrnásť dní – (h:/t:)

## P
- Pieseň piesní – (Bohumil Trnečka / Ján Turan)
- Ponáhľaj sa za ozvenou – (h:/t:)
- Posledný flám – (Bohumil Trnečka / Vít Illek)

## R
- Re-pe-te – (Gabo Dušík / Boris Filan)

## S
- Svetová sláva (Congratulations) – (Bill Martin, Phil Coulter, s.t.Rudolf Skukálek)
- Staré pravdy – (h:/t:)
- Song o skalnom kvete – (Ľudovít Štassel / Ivan Úradníček a Milan Slobodník)
- Slovenské tango – (Igor Bázlik / Ján Štrasser)

## T
- Tulipán – (Tomáš Siedman / Miroslav Dobrovodský)

## V
- Veselý les – (Shelton Block / Milan Lasica)
- Voda to vie – (Bohumil Trnečka / Ján Štrasser)

## Z
- Zomiera básnik (Quand il est mort le poéte) – (Gilbert Bécaud / Boris Droppa)